# سلطان‌آباد (خوشاب)
سلطان‌آباد شهری در غرب استان خراسان رضوی در شرق ایران است. این شهر مرکز شهرستان خوشاب است. مردم سلطان آباد به زبان ترکی خراسانی صحبت می‌کنند.

## جمعیت
بر پایه سرشماری عمومی نفوس و مسکن در سال ۱۳۹۵ جمعیت این شهر10هزار نفر (2٬951 خانوار) بوده‌است.

## صنایع دستی
از صنایع دستی که در سلطان آباد تولید می‌شود می‌توان قالی را نام برد البته در سالهای اخیر تعداد قالیبافان این شهر کم شده‌است

## مکان‌های ورزشی سلطان آباد
سلطان آباد دارای دو سالن ورزشی چند منظوره و یک زمین چمن مصنوعی است.
رشته‌های ورزشی که در سلطان آباد است:
- کیک بوکسینگ
- کاراته
- پارکور
- یوگا
- کشتی
- فوتسال

## مساجد
سلطان آباد دارای ۴ مسجد بزرگ می‌باشد
- مسجد گلشن:مسجد اصلی سلطان آباد و محل برگزاری نماز جمعه
- مسجد جامع:بزرگترین مسجد از نظر داشتن نمازگزار و هیئت عزاداری
- مسجد ابوالفضلی
- مسجد امام حسن مجتبی

## مراکز درمانی
سلطان آباد دارای یک مرکز بهداشتی درمانی شهری روستایی (بیمارستان) یک شبکه بهداشت و درمان و اورژانس۱۱۵ است

## تبدیل به شهر
بر اساس مصوبه هیئت وزیران در تاریخ ۱۲ خرداد ۱۳۷۸، روستای سلطان‌آباد مرکز بخش خوشاب به عنوان شهر شناخته شد.